# 마권

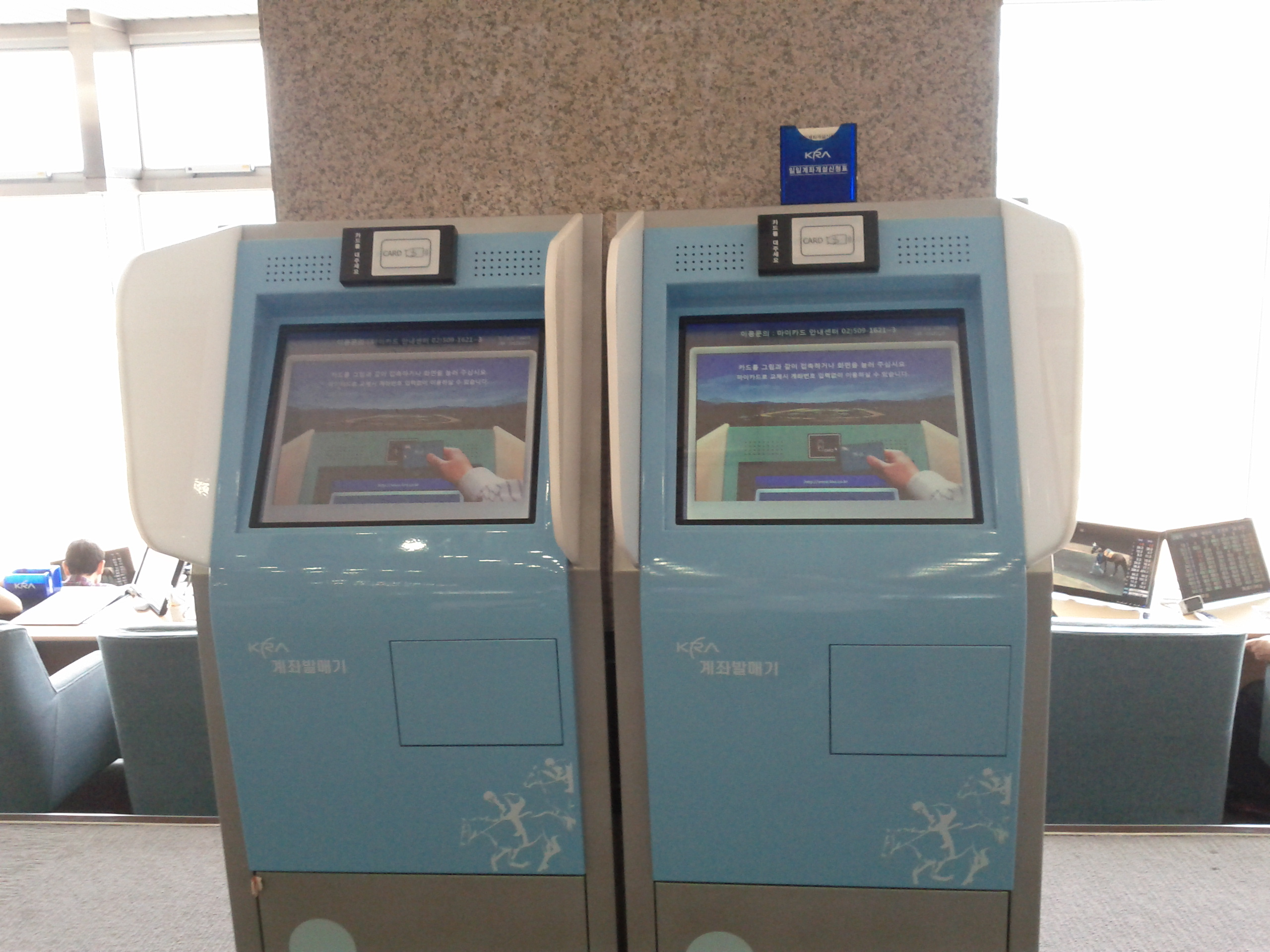
馬e카드(마이카드, 영구계좌)를 이용할 수 있는 전자 마권 단말기

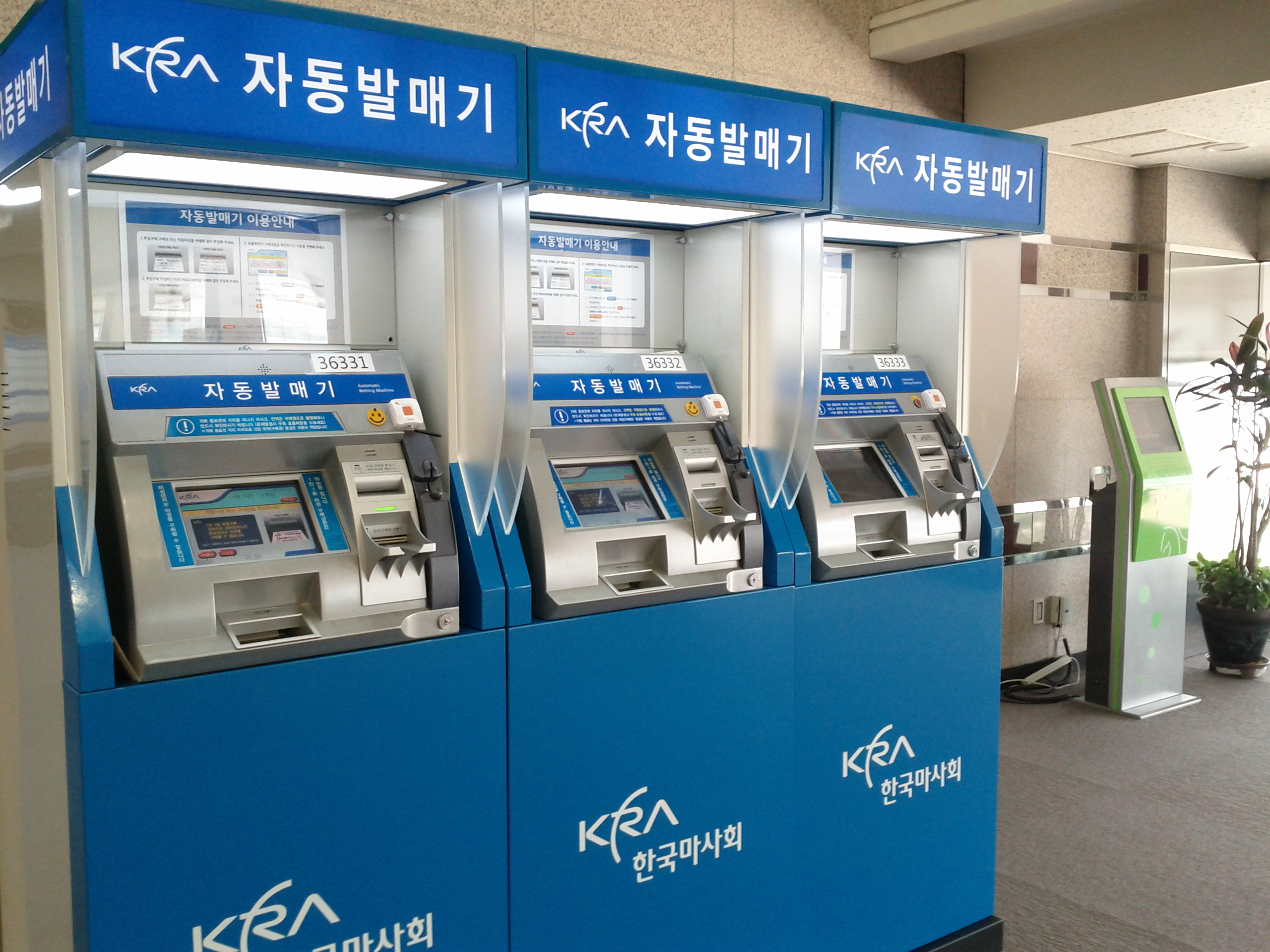
구매권을 사용하는 마권 자동발매기

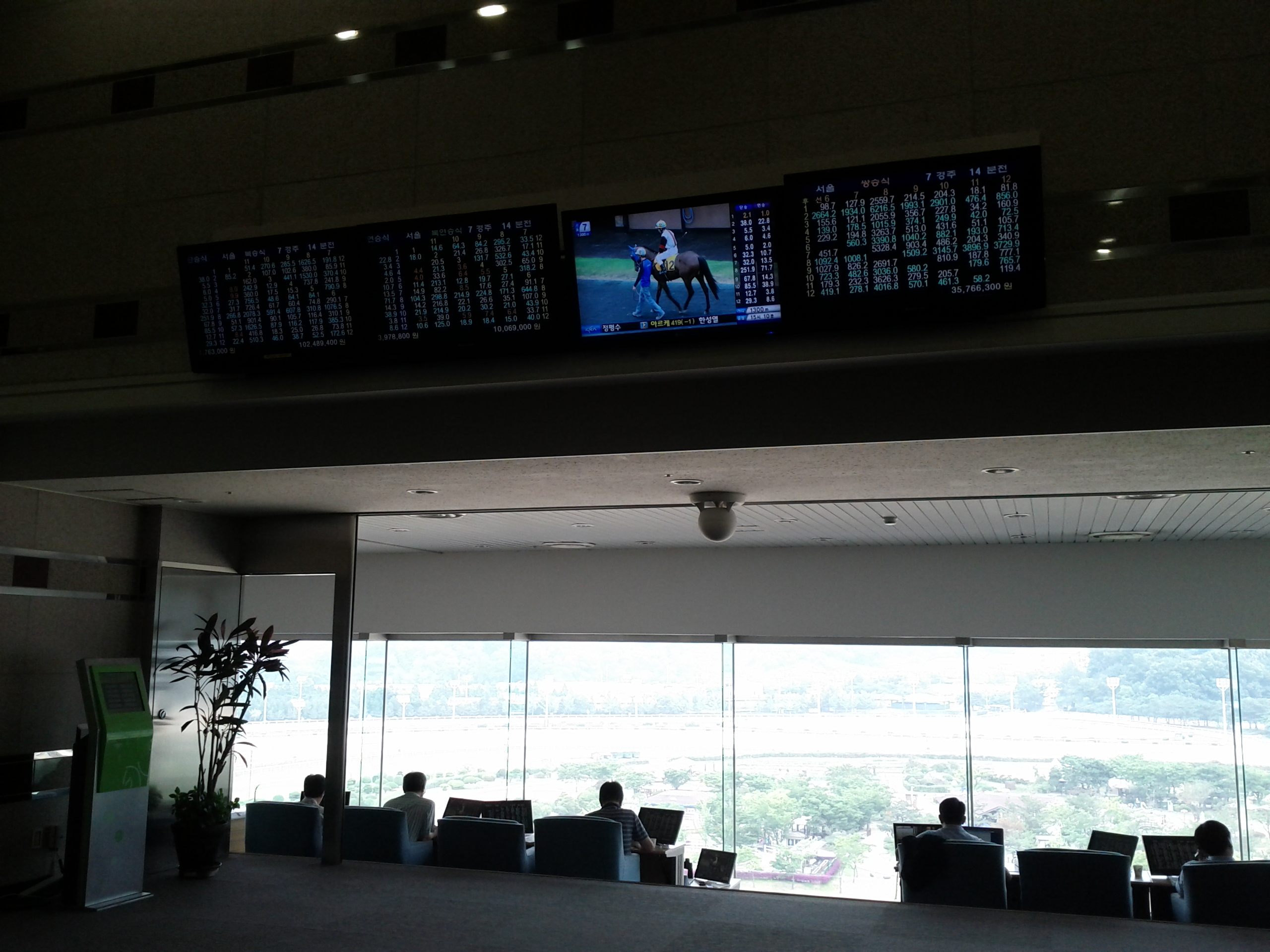
서울경마공원의 실내 배당률 표시기

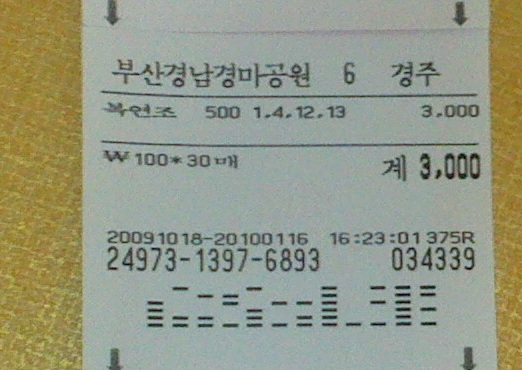

마권(馬券)은 경마 도박에서 도박사들이 최종 우승마를 예상해 구매하는 표를 뜻하며, 대한민국의 경우 한국마사회에서 경주일에 발매하는 승마 투표권(勝馬投票券)이다. 성격은 무기명식 유가증권이다.
마권구매액의 배당은 한국마사회에 거는 방식이 아니라 고객 상호간에 거는 패리뮤추얼 제도 방식이다. 한국마사회 수득금은 마권 구매액의 2% 또는 10%, 단승식과 연승식 마권의 발매금액 중 80%, 복승식, 쌍승식은 73%가 환급 대상이고, 나머지 매출액은 세금과 기금으로 징수된다.
만20세 미만 미성년자, 경마 종사자는 구매할 수 없으며, 구매액은 최소 100원부터 1회 10만 원이 한도이다.
마권구매표를 직접 작성해 제출하면 교부되며, 계좌투표 전용단말기에서는 계좌번호부터 승식, 마번 등을 터치스크린으로 기입한다.
무효화되거나 적중되면 해당 경주 착순 확정 후 3개월 내에 한국마사회 전 지점에서 환급받을 수 있고, 계좌투표는 자동으로 환급금이 입금된다.
1996년부터 2009년 7월까지는 전화, 모바일, 인터넷을 이용해서도 구매가 가능했다가, 사행성산업감독위원회의 지시로 이와 같은 온라인 베팅은 중단되었다.
따라서 경마공원이 아닌 곳에서 마권을 구매하려면 KRA 플라자에 방문해야 한다.

## 형태
구매금액이 총매출액에 합산되어 유효하게 발매된 마권에는, 해당 경주(경마공원, 경주 번호), 승식(단식, 연식, 복식, 복조, 쌍식, 쌍조, 복연, 복연조, 삼복식, 삼복조), 마번, 마번별 구매금액, 발매 창구, 마권고유번호가 기재되어 있다.  뒷면에는 착순확정시까지 훼손 주의, 도난 주의문, 발매 창구가 위치한 지방자치단체의 허가사항 등이 기재되어 있다. 마권 용지는 감열지이다. 현재 1장의 마권구매표에 최대 3가지 승식을 선택할 수 있기 때문에 여러 승식과 마번 조합을 동시에 인쇄할 수도 있다. 구매금액은 단위 발매금액인 100원의 배수로 인쇄된다.

## 마권구매표

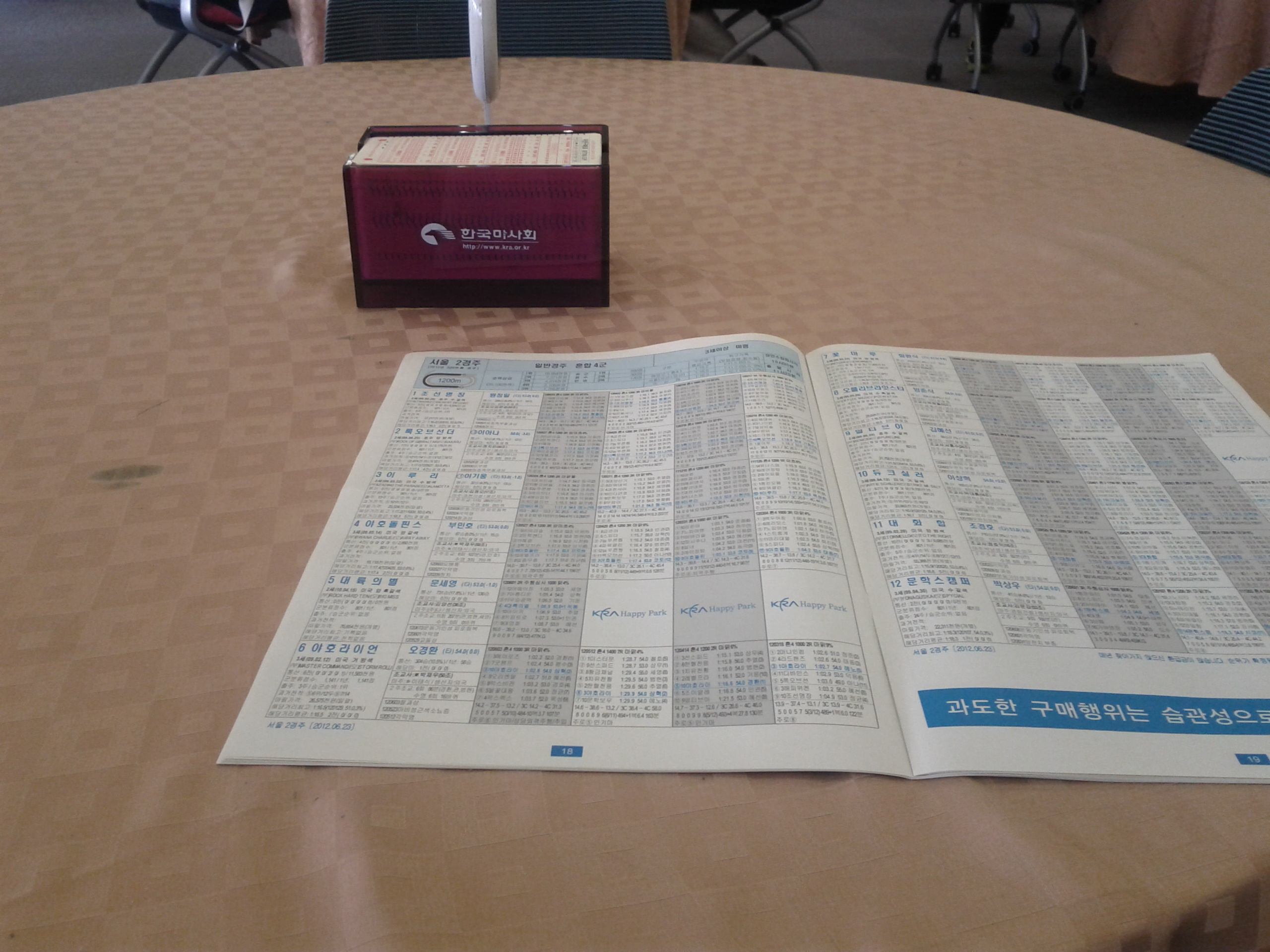
마권구매표와 오늘의 경마 책자

경마공원 및 KRA 플라자에 비치되어 있는 마권구매표(Betting Slip)를 직접 마킹하여 구입 금액 또는 구매권과 함께 창구나 자동발매기에 제출하면 마권(승마투표권)을 교부해 준다. 마권구매표는 OMR카드로 되어 있으며, 마킹해야할 사항은 경마장, 경주번호, 승식, 마번, 구매금액이다. 자동발매기에는 현금이 아닌 구매권을 투입해야 한다.
단승식, 연승식은 구매표 마번 윗줄에만 표기해야 한다. 세 번째 줄은 삼복승식만 표기할 수 있다. 복승식, 복연승식, 쌍승식, 삼복승식중 한 승식을 선택하고 윗줄에 표기하면 조합 승식이 발매된다.

### 승식
다음은 OMR 마권구매표로 구매할 때 해당되는 내용으로, 계좌투표 단말기에서도 가능하다.
- 단식, 연식: 구매표 마번선택란 첫 1줄에 복수의 단승식이나 연승식 마번을 선택할 수 있다. 단승식과 연승식은 1줄만 표기해야 마권이 발매된다. 연식 9,12,13
  - 자동(A)를 선택하면 무작위로 단승식 1개 마번이 발매된다. 단 계좌투표로는 불가능하다.

- 축: 쌍승식을 예로 들면, 쌍승식을 선택하고 첫 번째 줄에 5번, 두 번째 줄에 1번과 7번을 선택하면 쌍식 5-1,7의 5-1, 5-7 마권이 발매된다.

- 복조: 마권구매표에서 복승식을 표기하고 마번선택란 첫 번째 줄에 1, 2, 3, 4를 표기하면 복조 1=4 로 표기되는 복승식 조합 마권이 발매된다. 이 경우 적중되는 착순은 1-2, 1-3, 1-4, 2-3, 2-4, 3-4이다. 또한 구매금액은 표기금액의 6배가 된다. 그리고 3, 7, 9를 선택하면 복조 3-7-9 마권이 발매된다. 적중되는 착순은 3-7, 3-9, 7-9로 구매금액은 표기금액의 3배가 된다. 3두 이상 선택해야 하며 2두만 1번째 줄에 표기하면 발매되지 않는다. 2두는 첫 번째 줄과 두 번째 줄에만 표기해야 한다.

- 쌍조: 쌍승식 조합방식으로서 복조와 마찬가지로 마번선택란 첫 번째 줄에 표기한다. 2두부터 표기할 수 있으며 복조의 2배수가 선택된다. 5, 6, 7을 표기하면 5/6, 5/7, 6/7, 6/5, 7/5, 7/6의 마권이 발매된다.

- 복연조: 복조와 마찬가지로 복연승식과 3두 이상을 첫 번째 마번 선택란에 표기하면 복연조 마권이 발매된다.

- 삼복조: 복연조와 마찬가지로 4두 이상을 표기하는데 1,2,3,4를 첫 번째줄에 표기하면 삼복조 1-2-3, 1-2-4, 1-3-4, 2-3-4 마권이 발매된다. 3두만 선택시에는 3줄에 각각 선택해야 한다. 3두를 선택하는 복조를 삼복조라고 부르기도 한다.

## 구매권
마권 사는 곳 유인 창구나 자동발매기, 자동환급기에서 잔액이 1매 10원~10만원 한도로 발행되는 일종의 무기명 수표이다. 한국마사회는 경마상품권이라고도 한다. 2005년 전에는 예치권이라고 했다. 마권 자동발매기를 사용하려면 구매권이 필요하고, 한국마사회의 사은품, 공모작 상금으로서 증정되기도 한다.

## 동순위 마권
1~3위 중 동순위가 생긴 경우 배당률을 동순위마의 수로 나눈다. 예를 들어 1위마가 1번마와 2번마의 2두인 경우 단승식 배당률은 마감배당률의 1/2씩이다.

## 적중자가 없는 마번
아무도 구매하지 않은 승식의 조합이나 마번이 적중 마권이 되는 경우가 있다. 이때에는 배당률을 0.7배 또는 0.8배로 적용하면서, 해당 경주의 미적중 마번이 발생한 승식의 모든 마권을 적중마권으로 처리한다.

## 참조
1. ↑  한국마사회 마권발매약관 제8조 http://race.kra.co.kr/Betting/RidingVote/Agreement.html

## 같이 보기
- 경마
- 승식